# Weyhausen
Weyhausen là một đô thị thuộc the huyện Gifhorn, trong bang Niedersachsen, Đức. Đô thị này có diện tích 7,98 km².